# Hilde Vautmans
Hilde Josée Jeanne Vautmans (Sint-Truiden, 2 mei 1972) is een Belgisch liberaal politica voor de Open Vld.

## Levensloop
Ze is een nicht van voormalig senator Valère Vautmans (eveneens Open Vld-politicus). Vautmans is afgestudeerd aan de Katholieke Universiteit Leuven, waar ze in 1997 een licentie in de sociologie en de criminologie behaalde. Na haar studies werkte ze van 1996 tot 1999 als parlementair medewerkster van de senatoren Valère Vautmans, Stef Goris en Guy Verhofstadt. Vervolgens was ze van 1999 tot 2000 kabinetsmedewerker van minister Rik Daems en van 2000 tot 2003 kabinetsmedewerker van premier Guy Verhofstadt. Op het kabinet van Verhofstadt ging Vautmans de thema's defensie en ontwikkelingssamenwerking opvolgen.
Bij de verkiezingen in 2003  werd ze met 16.488 voorkeurstemmen verkozen in de Kamer van volksvertegenwoordigers. Haar specialismen waren landsverdediging, verkeer en infrastructuur, sekten, de Europese Unie, Buitenlandse Zaken, mensenrechten en emancipatie van minderheden, gezondheidszorg, jongeren, ontwikkelingshulp en misdaadbestrijding. Ze bleef Kamerlid tot in 2010. Van 2009 tot 2010 was ze voorzitter van de Open Vld-fractie in de Kamer en voordien was ze van 2007 tot 2009 voorzitter van de commissie Buitenlandse Betrekkingen.
Daarnaast werd ze actief in de gemeentepolitiek. Van 2000 tot 2002 was ze gemeenteraadslid in Wellen, tussen 2006 en 2012 was ze dat in Hasselt, en sinds 2013 in Sint-Truiden. In Hasselt was ze van 2006 tot 2011 voorzitter van de gemeenteraad en in Sint-Truiden was ze vanaf 2013 schepen. Na de gemeenteraadsverkiezingen van 2018 werd ze tot eind 2019 eerste schepen. Van januari 2021 tot januari 2025 zetelde Vautmans nogmaals in het schepencollege als schepen van Landbouw, Jeugd, Onderwijs, Kinderopvang en Toerisme.
Bij de verkiezingen in mei 2010 werd ze niet rechtstreeks verkozen als Kamerlid. Binnen de Open Vld was er afgesproken dat ze vanaf eind 2012 gecoöpteerd senator zou worden in plaats van Guido De Padt, wat echter niet gebeurde. Van 2011 tot 2014 was ze in de Kamer fractiesecretaris voor haar partij. Bij de Europese verkiezingen van 2014 stond ze op de tweede plaats op de opvolgerslijst van Open Vld. Nadat Annemie Neyts het Europees Parlement eind 2014 verliet, volgde Vautmans haar op. Bij de Europese verkiezingen van mei 2019 werd ze vanop de tweede plaats van de Open Vld-lijst herkozen. In het Europees Parlement ging ze zich toeleggen op buitenlands beleid, defensie, migratie, landbouw en mensenrechten, met name kinder- en vrouwenrechten.
Eind 2011 werd Vautmans verkozen als voorzitter van Open Vld Vrouwen, de vrouwenbeweging van Open Vld. In deze hoedanigheid volgde ze Claudine Curran op. Ze bleef dit tot in 2015. Voorts was ze van 2004 tot 2008 politiek secretaris, van 2008 tot 2009 nationaal ondervoorzitter en van 2008 tot 2014 internationaal secretaris van Open Vld.
In oktober 2022 was ze kortstondig waarnemend burgemeester van Sint-Truiden, in afwachting van een nieuwe burgemeester. Ze volgde Jelle Engelbosch (N-VA) op, die deze functie waarnam nadat Veerle Heeren in 2022 halverwege haar termijn ontslag nam als burgemeester. Enkele dagen later werd Ingrid Kempeneers (CD&V) aangesteld als nieuwe burgemeester.
Bij de Europese verkiezingen van juni 2024 was ze lijsttrekker voor haar partij en werd ze verkozen voor een derde termijn in de Europese assemblee.
In april 2024 kwam Vautmans in opspraak toen ze door enkele gewezen medewerkers in het Europees Parlement werd beschuldigd van toxisch leiderschap en psychologische intimidatie. Ook zou ze Europese medewerkers hebben ingezet voor taken die enkel gelieerd waren aan haar lokaal mandaat in Sint-Truiden, wat strijdig is met de Europese regels, en werden er vragen gesteld over geldstromen vanuit de liberale fractie voor communicatieopdrachten aan bedrijven die dicht in de omgeving van Vautmans of Open Vld stonden, al ging dat niet in tegen de Europese regels. Vautmans ontkende de aantijgingen en ook haar partij bleef het vertrouwen in haar behouden. In juli 2024 opende het Europees openbaar ministerie een onderzoek naar mogelijk misbruik van Europese middelen.
Bij de lokale verkiezingen van oktober 2024 was Vautmans kandidaat op de Open Vld-lijst in Sint-Truiden. Ze raakte verkozen als gemeenteraadslid, maar trad niet meer toe tot het schepencollege dat in januari 2025 werd geïnstalleerd.